# 本多忠純
本多 忠純（ほんだ ただずみ）は、江戸時代前期の大名。本多正信の三男で、下野榎本藩の初代藩主となった。豪勇で知られた人物で、大坂の陣での戦功によって知行は2万8000石まで加増された。官位は従五位下・大隅守。

## 生涯
天正14年（1586年）、遠江国に生まれる。若年時より徳川家康に仕え、従五位下に叙された。
慶長10年（1605年）、下野国榎本（現在の栃木県栃木市大平町榎本周辺）に1万石を与えられて大名に列し、榎本藩を立藩した。
慶長20年/元和元年（1615年）の大坂夏の陣では、天王寺・岡山の戦いに参加。このとき忠純は、岡山に陣した将軍徳川秀忠の陣の先手を前田利常・加藤嘉明・黒田長政らとともに担った。城方の毛利勝永・真田信繁が天王寺口の徳川家康本陣に猛攻を加え、同じく大野治房も岡山の秀忠本陣を攻撃した。岡山口から藤堂高虎・井伊直孝が救援に駆けつけたことで、家康本陣は危急を脱する。『寛政重修諸家譜』によれば、忠純は天王寺口で217の首を挙げる戦功があったという。戦後、下野国皆川周辺で1万8000石を加増され、合計2万8000石となった。
寛永8年（1631年）12月13日、忠純は46歳で死去した。これについては、家臣に殺害されたとの伝承があり（#人物参照）、『デジタル版 日本人名大辞典+Plus』は忠純が家臣に殺害された説を採る。忠純は都賀郡水代村の大中寺（榎本大中寺）に葬られた。忠純の墓は榎本大中寺に現存しており、「本多大隅守忠純の墓」として栃木市指定文化財（考古資料）に指定されている。
実子として忠次がいたが早世しており、婿養子の政遂が跡を継いだ。政遂は加賀藩家老・本多政重（本多正信の二男）の子で、忠純には甥にあたる。

## 人物
忠純は豪勇で鳴らした一方、非常に短気な人物で、家臣のささいな落ち度も許さず、すぐに手討ちにした。このため、江戸から国許への帰途、栗橋（現在の埼玉県久喜市栗橋地区）において突然家臣に刺殺されたのであるという。
『藩翰譜』では、忠純の家が不慮の禍によって絶えたとし、忠純が「みずから郎等を誅せんとして誤ちて死したり」という伝聞情報を記す。

## 系譜
『寛政譜』は2男2女（男子1名は養子）を載せる。(　)内は『寛政譜』の記載順。
- 正室：片桐且元の養女
- 生母不明の子女
  - 長男(1)：本多忠次 - 大学。寛永3年（1626年）に17歳で早世[9]。
  - 女子(3) - 本多政遂の室
  - 女子(4) - 長谷川広清の妻。広清の死後、古田重弘に再嫁。
- 養子
  - 二男(2)：本多政遂 - 主税助。本多政重の子（忠純の甥）。婿養子となり家督を継ぐ。

### 正室
正室は片桐且元の養女である。忠純正室の実父は片桐貞隆（且元の弟）、母は貞隆正室（武田一雲の娘）である。ただし、貞隆の家を継いだのは異母兄の片桐貞昌（片桐石州）であった。忠純正室は伯父にあたる片桐且元に養われ、ここから本多家に嫁いでいる。